# 島津家文書

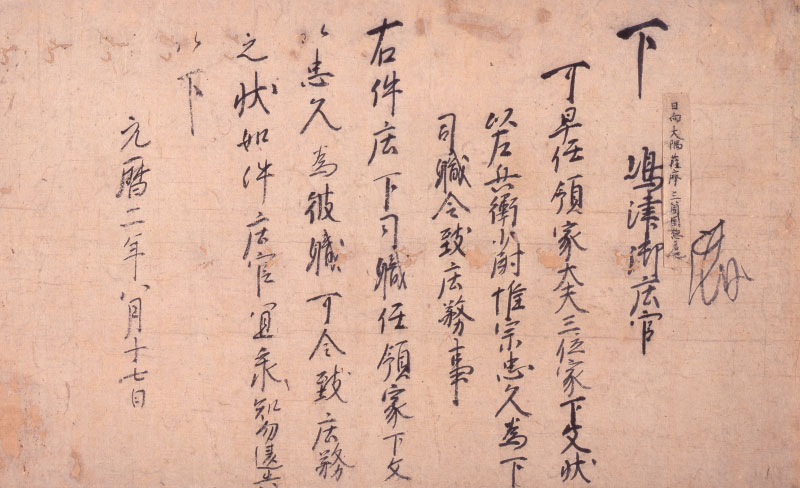
元暦二年八月十七日源頼朝下文（島津家文書のうち）

島津家文書（しまづけもんじょ）は、惟宗忠久を初代とする島津氏が、平安時代末期から明治時代初期までの約700年間、代々伝えてきた文書であり、政治、外交、社会経済、家督相続など多岐にわたる総数15,133通の大規模な武家文書群である。　
西南戦争下では鹿児島城（鶴丸城）から桜島に船で難を逃れ、また、第二次世界大戦下では軍の空襲激化を避けて長野県に疎開し戦火を免れて、1955年（昭和30年）から1957年（昭和32年）にかけて東京大学に譲渡された。長い歳月の間に幾度もの危機に遭いながらも焼失を免れ伝えられた中世から明治における貴重な歴史資料であり、『武家文書の白眉』として 現在では東京大学史料編纂所に保存され、国宝に指定されている。

## 関連事項
- 玉里文庫

28代島津斉彬の弟・島津久光が本家から分立した家が玉里島津家であり、その玉里島津家旧蔵書の総称を玉里文庫と称する。本家の資料ではないが、玉里島津家は本家と深い繋がりがあり、島津家の貴重な資料である。鹿児島大学文理学部書庫（現・黎明館敷地にあった書庫）に運ばれた一部は、1952年（昭和27年）の火災で失われてしまった。現在は、黎明館（鶴丸城跡にある鹿児島県の歴史資料館）に管理展示されている。
- 薩藩旧記雑録